# الكلية الملكية لعلماء الأمراض في أستراليا
الكلية الملكية لأخصائيي علم الأمراض بأستراليا هي منظمة طبية تعمل على تعزيز علم وممارسة علم الأمراض .  لديها أعضاء في أستراليا ونيوزيلندا وهونغ كونغ وسنغافورة وماليزيا والمملكة العربية السعودية . 

 هدف الكلية هو: 
 لتعزيز دراسة علم وممارسة علم الأمراض فيما يتعلق بالطب ؛ لتشجيع البحث في علم الأمراض والعلوم الثانوية ، والجمع بين علماء الأمراض من أجل مصلحتهم المشتركة والمناقشات والعروض العلمية ؛ ونشر المعرفة بمبادئ وممارسة علم الأمراض فيما يتعلق بالطب من خلال الوسائل التي قد يعتقد أنها مناسبة. 

## التاريخ

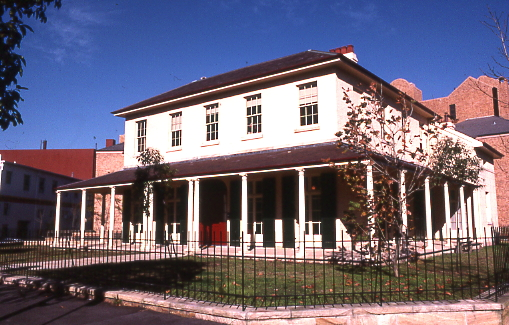
قاعة دورهام المدرجة في قائمة التراث ، شارع ألبيون ، سوري هيلز ، مكاتب للكلية منذ عام 1986.

تأسست كلية علماء الأمراض في أستراليا في 10 أبريل 1956.  في عام 1970 ، حصلت الكلية على الموافقة الملكية ، وأصبحت الكلية الملكية لأطباء الأمراض في أستراليا.  مع تزايد عدد الزملاء في نيوزيلندا ، غيرت الكلية اسمها إلى الكلية الملكية لعلماء الأمراض في أستراليا في يناير 1980.  منذ عام 1986 ، واتخذت الكلية قاعة دورهام مقرًّا لها ، وهو مبنى مدرج في قائمة التراث في تلال سُّرِّي سيدني.

## البرامج

### التدريب والامتحانات
تجري الكلية التدريب والامتحانات في العديد من التخصصات الفرعية ، بما في ذلك 
- علم الأمراض التشريحي
- علم الأمراض الكيميائية
- الطب الشرعي
- علم الأمراض العام
- علم الوراثة
- مبحث الدم
- الباثولوجيا المناعية
- علم الاحياء المجهري

تعتمد الكلية معامل التدريب ، وتوافق على التدريب الخاضع للإشراف في المختبرات المعتمدة ، وتجري اختبارات الزمالة للكلية ( FRCPA ) 

### التطوير المهني المستمر
منذ نشأتها ، ساهمت الكلية في التطوير المستمر للمعرفة والمهارات من زملائها ، وأنشأت برنامجًا رسميًا للتطوير المهني المستمر. 

## معايير الممارسة المهنية
تعاونت الكلية مع حكومة الكومنولث لإنشاء المجلس الاستشاري الوطني لاعتماد علم الأمراض (NPAAC) في عام 1979.  تقدم NPAAC المشورة لوزراء صحة الكومنولث والولايات والإقليم بشأن المسائل المتعلقة باعتماد مختبرات الأمراض ، وتلعب دورًا رئيسيًا في ضمان جودة خدمات علم الأمراض الأسترالية وهي مسؤولة عن تطوير وصيانة المعايير والمبادئ التوجيهية لممارسات علم الأمراض. 
بينما توفر NPAAC معايير الممارسة المختبرية ، يتم تنفيذ عملية الاعتماد الفعلي بواسطة NATA / RCPA ، وهي مبادرة مشتركة بين الكلية والرابطة الوطنية لسلطات الاختبار ( NATA ). 

## روابط خارجية
- الموقع الرسمي